# 朱福強
朱福強（英文：Simon Chu Fook-keung，1947年12月25日—）為前任香港政府官員，官至政府檔案處署理處長。退休前後，一直呼籲香港訂立《檔案法》及《資訊自由法》，規管政府檔案處理，並在香港及亞洲地區推動檔案學專業教育的發展。現任職香港中文大學歷史系及香港大學專業進修學院客席副教授（Adjunct Associate Professor）。

## 生平
朱福強1968年留學加拿大西安大略大學（University of Western Ontario），主修歷史，其後獲加拿大卡加利大學（University of Calgary）歷史學碩士，及加拿大西安大略大學（University of Western Ontario）圖書館及資訊管理（檔案學）碩士，並曾修讀法律課程。朱曾在Medicine Hat College任教，1984年加入香港政府，任職助理檔案主任，至1999至2007年擔任政府檔案處處長（署理），並於2007年退休。現於香港中文大學歷史系比較及公眾史學文學碩士課程、香港大學專業進修學院檔案學深造文憑及深造證書課程教授檔案學，朱亦曾於香港大學教育學院圖書館及資訊管理理科碩士課程任教，直至該課程於2018/19學年取消歷史檔案及檔案管理（Archives and records management）專修項目（specialist strand）。
朱福強曾任國際檔案理事會（International Council on Archives，簡稱ICA）東亞地區分會（EASTICA）秘書長（Secretary General）、中國檔案文獻遺產工程國家諮詢委員會委員及香港檔案學會會長（President）。
朱福強亦曾擔任聯合國教科文組織「世界記憶工程」國際諮詢委員會（International Advisory Committee）副主席，與及該計劃亞太地區委員會（MOWCAP）秘書長，目前為該計劃亞太地區委員會及中華人民共和國國家委員會的特別顧問（Special Advisor），其間成功協助中華人民共和國申報《本草綱目》及《皇帝內經》等列入世界記憶工程名錄。於2008年與香港高等法院原訟庭前法官王式英等人成立組織，倡議設立《檔案法》及《資訊自由法》，小組於2009年2月正名為「檔案行動組」。
朱福強於2019年獲頒發安梅特‧雷希獎（Emmett Leahy Award），以表揚其在檔案及資訊管理專業的傑出貢獻，朱是首名亞洲人獲此殊榮。同年朱獲頒授國際檔案理事會院士（ICA Fellow）。

## 外部連結
- 檔案行動組（页面存档备份，存于）
- 檔案行動組的Facebook專頁
- 朱福強的歷史學碩士論文 OCLC 15833689

相關新聞
- 蘋人誌：廿一世紀　愚公移「檔」朱福強（页面存档备份，存于）
- 拒學真理部銷毀歷史　前檔案處長朱福強：守着記憶大門（页面存档备份，存于）